# Trifolium saxatile
Espèce
Classification phylogénétique
Statut de conservation UICN

 NT  : Quasi menacé
Trifolium saxatile, le Trèfle des rochers ou Trèfle à fleurs de thym, est une espèce de plantes à fleurs du genre des trèfles (Trifolium) et de la famille des fabacées.
L'espèce se rencontre principalement en Europe de l'Ouest et notamment dans les Alpes avec quelques occurrences en Scandinavie ou encore dans l'Atlas. Elle est inféodée aux étages alpin et subalpin.

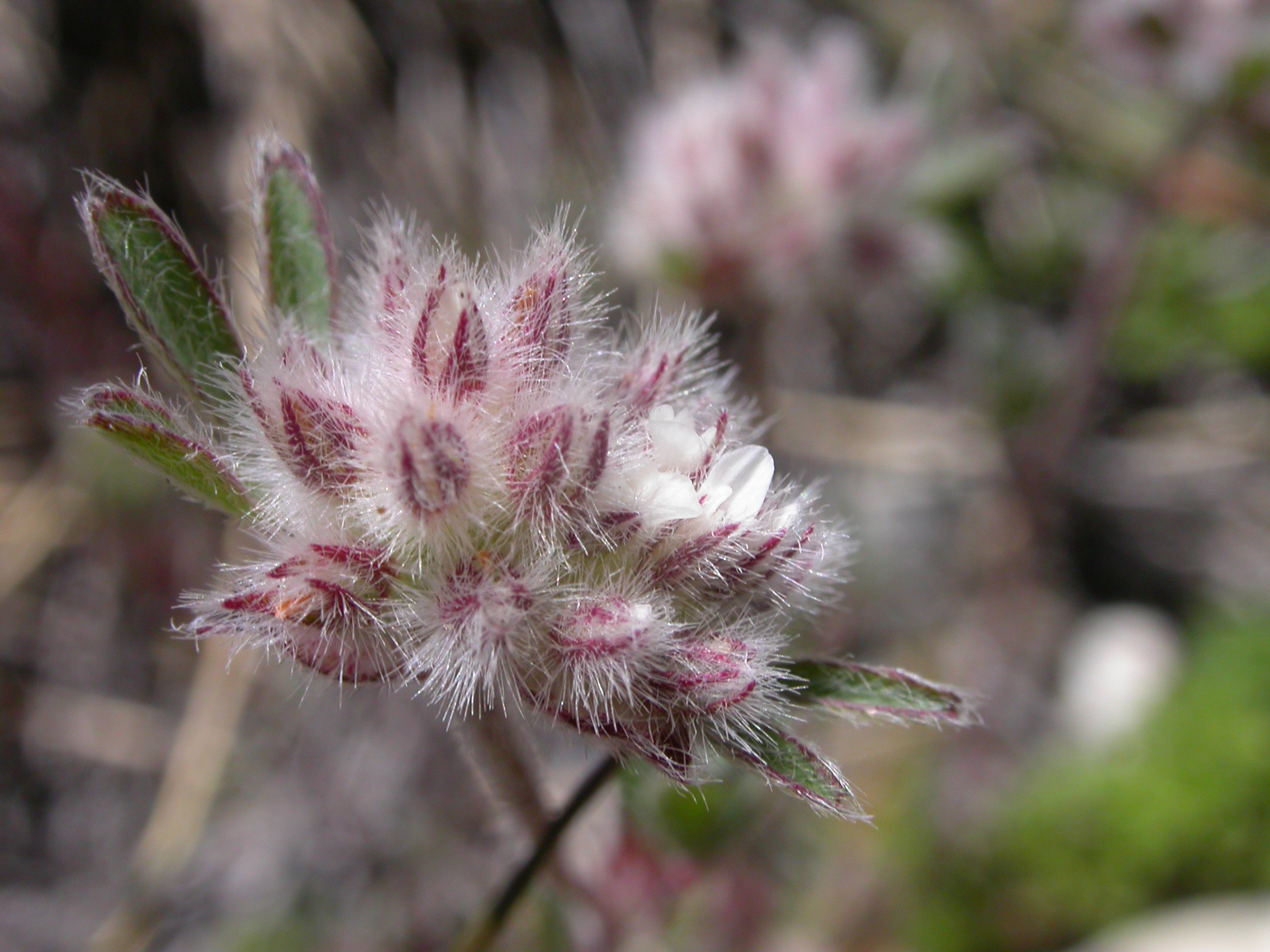
Détail sur une inflorescence d'un spécimen à Zermatt en Suisse.

## Statut de protection
Cette espèce fait l'objet d'un classement dans la liste rouge de l'UICN au niveau international, européen en tant qu'espèce quasi menacée (« NT »). En France, elle est également classée en liste rouge en tant qu'espèce à préoccupation mineure (« LC »).
Cette espèce fait néanmoins l'objet d'un classement « VU » (vulnérable) en région Rhône-Alpes et Provence-Alpes-Côte d'Azur.